# Solarolo
Solarolo é uma comuna italiana da região da Emília-Romanha, província de Ravena, com cerca de 4.212 habitantes. Estende-se por uma área de 26 km², tendo uma densidade populacional de 162 hab/km². Faz fronteira com Bagnara di Romagna, Castel Bolognese, Cotignola, Faenza, Imola.
Nesta cidade cresceu a cantora Laura Pausini.

## Demografia
| Variação demográfica do município entre 1861 e 2011                               |
|                                                                                   |
| Fonte: Istituto Nazionale di Statistica (ISTAT) - Elaboração gráfica da Wikipedia |